# Coeficiente de sustentação
Coeficiente de sustentação ({\displaystyle C_{L}}) é a relação entre a pressão de sustentação e a pressão dinâmica, sendo função do formato do aerofólio da asa e do ângulo de ataque, que é o ângulo em que o aerofólio encontra-se em relação ao fluxo de ar; cada ângulo de ataque produz um coeficiente particular de sustentação, uma vez que o ângulo de ataque é o fator controlador da distribuição de pressão em um aerofólio. De uma forma simplificada, é a capacidade que tem um determinado perfil de gerar sustentação.

Fluxo em torno de um aerofólio.

O coeficiente de sustentação de um aerofólio é o número adimensional que relaciona a capacidade de gerar sustentação com a velocidade e densidade do fluido (no caso de aeronaves, o ar), a área da asa e ângulo de ataque.
Como o restante dos coeficientes aerodinâmicos, é adimensional. Este coeficiente se obtém experimentalmente de acordo com:
{\displaystyle C_{L}={\frac {L}{{\frac {1}{2}}\rho V^{2}A}}}
Do ponto de vista da sustentação, pode-se afirmar que quanto maior este coeficiente, melhor para a sustentação de uma aeronave. Para o coeficiente de sustentação é importante também a forma com que a curva de sustentação termina, ou seja, o ideal é que a parte do gráfico que configura a perda de valor do coeficiente de sustentação apresente forma bastante suave, e não de forma brusca. Um valor médio no projeto de aviões encontra-se em torno de 1,4, sendo que 1,8 para perfis sem flaps, pode ser considerado excelente.